# Then She Found Me
Then She Found Me (Alternativtitel: Als sie mich fand) ist eine US-amerikanische Tragikomödie aus dem Jahr 2007. Regie führte Helen Hunt, die gemeinsam mit Alice Arlen und Victor Levin das Drehbuch anhand eines Romans von Elinor Lipman schrieb. Hunt übernahm außerdem die Hauptrolle und produzierte den Film mit.

## Handlung
April Epner ist 39 Jahre alt und Grundschullehrerin. In ihrer Ehe mit ihrem Lehrerkollegen Ben wünscht sie sich nichts sehnlicher als ein Kind. Doch der Wunsch bleibt unerfüllt. Eine Adoption kommt für sie nicht in Frage, da sie selbst adoptiert worden ist.
Eines Tages ändert sich ihr Leben schlagartig. Ihr Mann hat sie wortlos verlassen und auch ihre Adoptivmutter Trudy stirbt. Sie lernt Frank kennen, den Vater einer ihrer Schüler. Der psychisch angeschlagene Mann ist seit vier Wochen geschieden. In dieses Gefühlschaos platzt plötzlich noch die Nachricht ihrer leiblichen Mutter Bernice, die sie unbedingt kennenlernen will. Beim ersten Treffen stellt sich heraus, dass Bernice eine bekannte Fernsehmoderatorin ist, die ihr mitteilt, dass ihr leiblicher Vater Steve McQueen ist. Sehr reserviert und misstrauisch beendet April vorerst den Kontakt.
Zwischen April und Frank entwickelt sich eine zaghafte Romanze, geprägt von den schlechten Erfahrungen eines jeden. Frank rät ihr, ein Haar von Bernice zu besorgen, um eine DNA-Analyse durchführen zu können. Außerdem klärt sich, dass Steve McQueen nicht ihr Vater sein kann. Doch Aprils Bruder Freddy, der als Arzt praktiziert, teilt ihr mit, dass Bernice tatsächlich ihre Mutter aufgrund der DNA-Analyse ist. Ihre Mutter beichtet ihr die Lüge und erklärt, dass ihr Vater sie damals gezwungen hat, sie nach drei Tagen zur Adoption freizugeben. Es entsteht eine Freundschaft zwischen beiden.
Nach einer leidenschaftlichen Nacht mit Frank bemerkt sie, dass sie schwanger ist. Allerdings ist Ben der Vater, den sie daraufhin aufsucht und um seine väterlichen Pflichten bittet. Ein Arztbesuch zusammen mit Frank und Ben zeigt, dass alles in Ordnung ist. Unmittelbar danach fallen April und Ben in ihrem Auto übereinander her, obwohl sie eindeutig in Frank verliebt ist. Der findet es jedoch heraus und beendet die Beziehung.
Einige Wochen später erfährt April, dass das ungeborene Kind keinen Herzschlag mehr hat. Tief erschüttert hat sie nun alles verloren. Auch Bernice hat sie wiederholt angelogen, denn April wurde erst nach einem Jahr zur Adoption freigegeben, da sie für Bernice eine Last war. Daraufhin verlangt April von ihr, eine künstliche Befruchtung zu bezahlen. Doch auch diese verläuft erfolglos.
Schließlich bittet April Frank um Verzeihung und beide finden wieder zueinander. An einem Tag, an dem Freddy und Bernice bei ihnen zu Besuch sind, hält April ein kleines chinesisches Mädchen in den Armen. Sie hat es adoptiert.

## Hintergrund
Der Film wurde in New York City und in Pennsylvania gedreht. Seine Produktionskosten betrugen schätzungsweise 3,5 Millionen US-Dollar. Der Film hatte seine Weltpremiere am 7. September 2007 auf dem Toronto International Film Festival 2007.

## Kritik
„Mit einer einfühlsamen Tragikomödie über eine gebildete Dame in der Midlife Crisis versucht sich die Charakterdarstellerin und Oscarpreisträgerin Helen Hunt (Besser geht’s nicht) erstmalig an der Regie eines abendfüllenden Spielfilms. […] Oft mehr melo als heiter eine erste Wahl für die anspruchsvolle Damenwelt.“

„Regie führende Schauspieler, die zudem auch noch am Drehbuch mitwirken, sind durchaus nichts Neues. Das kann gut gehen – man denke nur an Klassiker wie Der mit dem Wolf tanzt von Kevin Costner. Oder aber auch in die Hose – siehe Postman vom selben Regisseur. Clint Eastwood ist sogar ein Meister darin, mehrere Jobs gleichzeitig auszufüllen und trotzdem gute bis hervorragende Leistungen abzuliefern. In diese Riege der eierlegenden Wollmilchsäue verschlug es im Jahr 2007 auch die Oscar-Preisträgerin Helen Hunt. […] doch sie verhob sich damit: Das Produkt wird zwar als Komödie beworben, ist aber leider weder Fisch noch Fleisch.“